# Tramwaje linowe w San Francisco

Linie tramwajów linowych zaznaczone są kolorem brązowym

Tramwaje linowe w San Francisco to ostatni działający na świecie system ręcznie sterowanej kolejki linowej. Sieć kolejki linowej stanowi część intermodalnego transportu miejskiego należącego do San Francisco Municipal Railway i jest symbolem San Francisco. Spośród dwudziestu trzech linii powstałych pomiędzy 1873 a 1890 rokiem trzy funkcjonują do dzisiaj (jedną linię utworzono z elementów dwóch poprzednich linii): trasy dwóch linii zaczynają się blisko Union Square w centrum i prowadzą do Fisherman Wharf, trasa trzecia przebiega zaś wzdłuż ulicy California Street. Wśród 7 milionów pasażerów rocznie jeżdżących tramwajami większość stanowią turyści. Tramwaje te są jedną z największych turystycznych atrakcji San Francisco, obok wyspy Alcatraz, mostu Golden Gate i Fisherman Wharf. Tramwaje linowe są wpisane na listę National Register of Historic Places.
Sieci kolejki linowej nie należy mylić z linią tramwajową muzealną F Market & Wharves, funkcjonującą na ulicach Market Street i Embarcadero.

## Tabor
| Typ                    | Zdjęcie | Liczba |
| ---------------------- | ------- | ------ |
| Single Ended Cable Car |         | 28     |
| Double Ended Cable Car |         | 12     |

## Galeria zdjęć

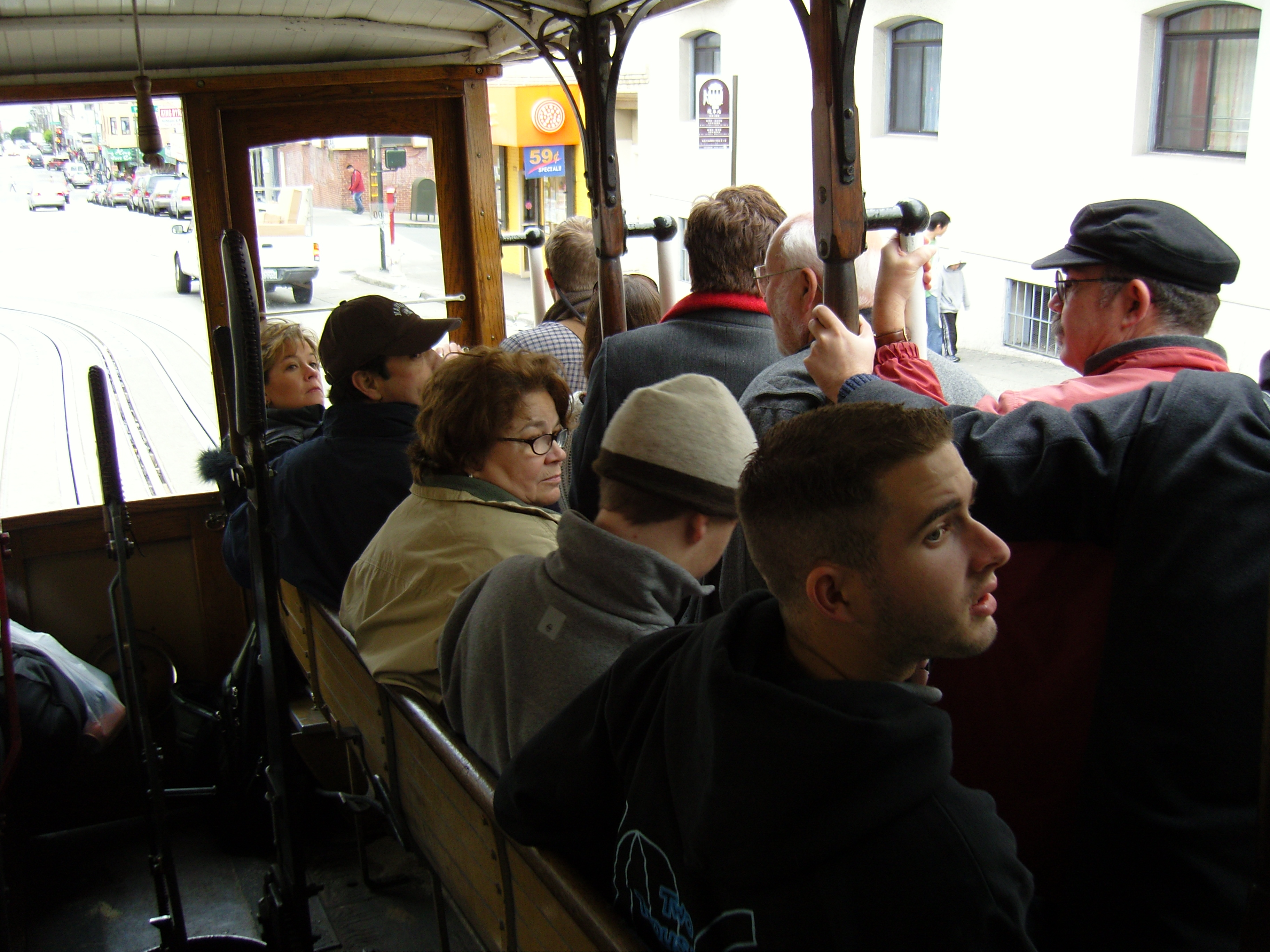
Pasażerowie tramwaju linowego.
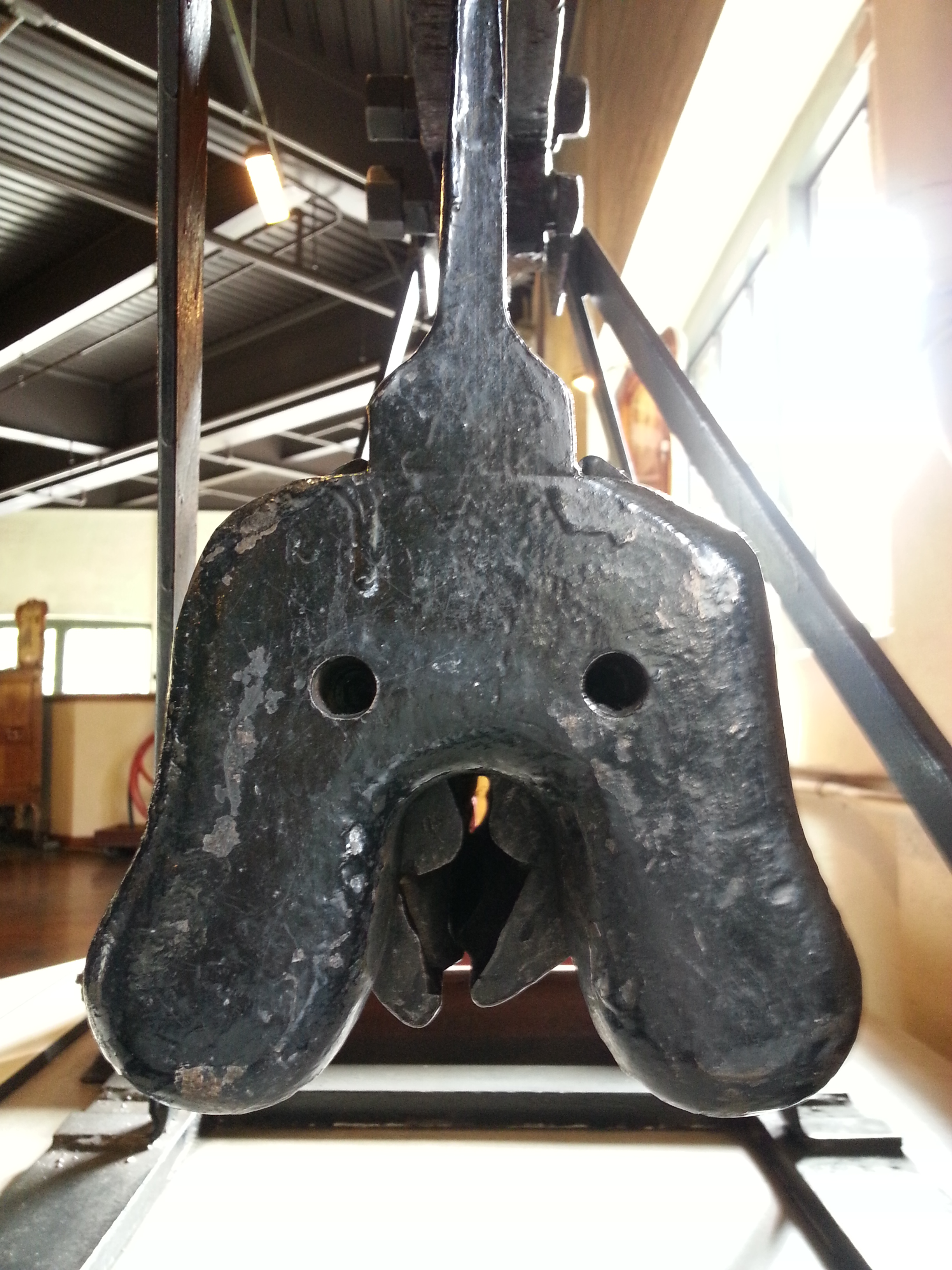
Uchwyt, który otacza linę (tutaj pokazany bez liny i z zamkniętymi szczękami).
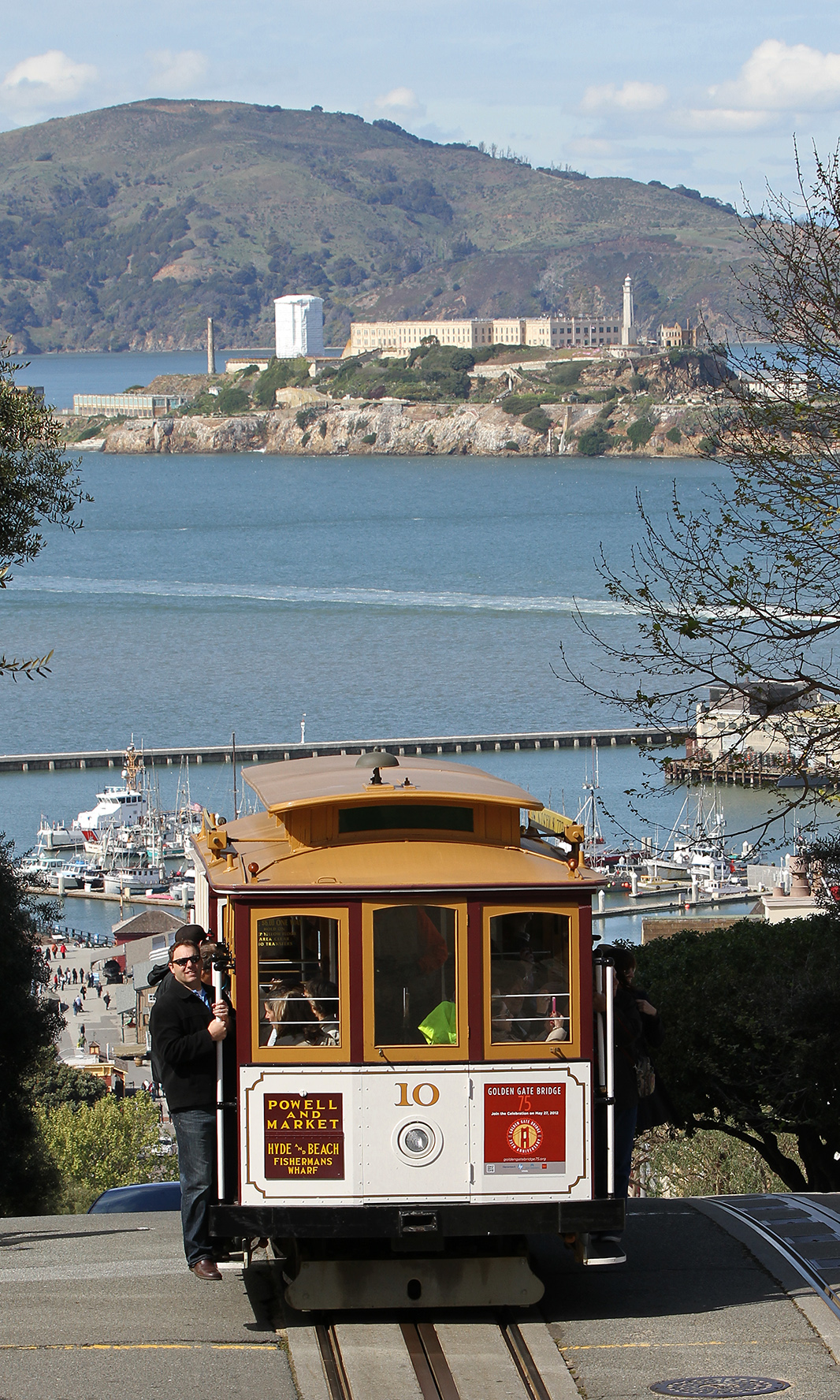
Tramwaj linowy nr boczny 10 na ulicy Hyde Street w tle wyspa Alcatraz.
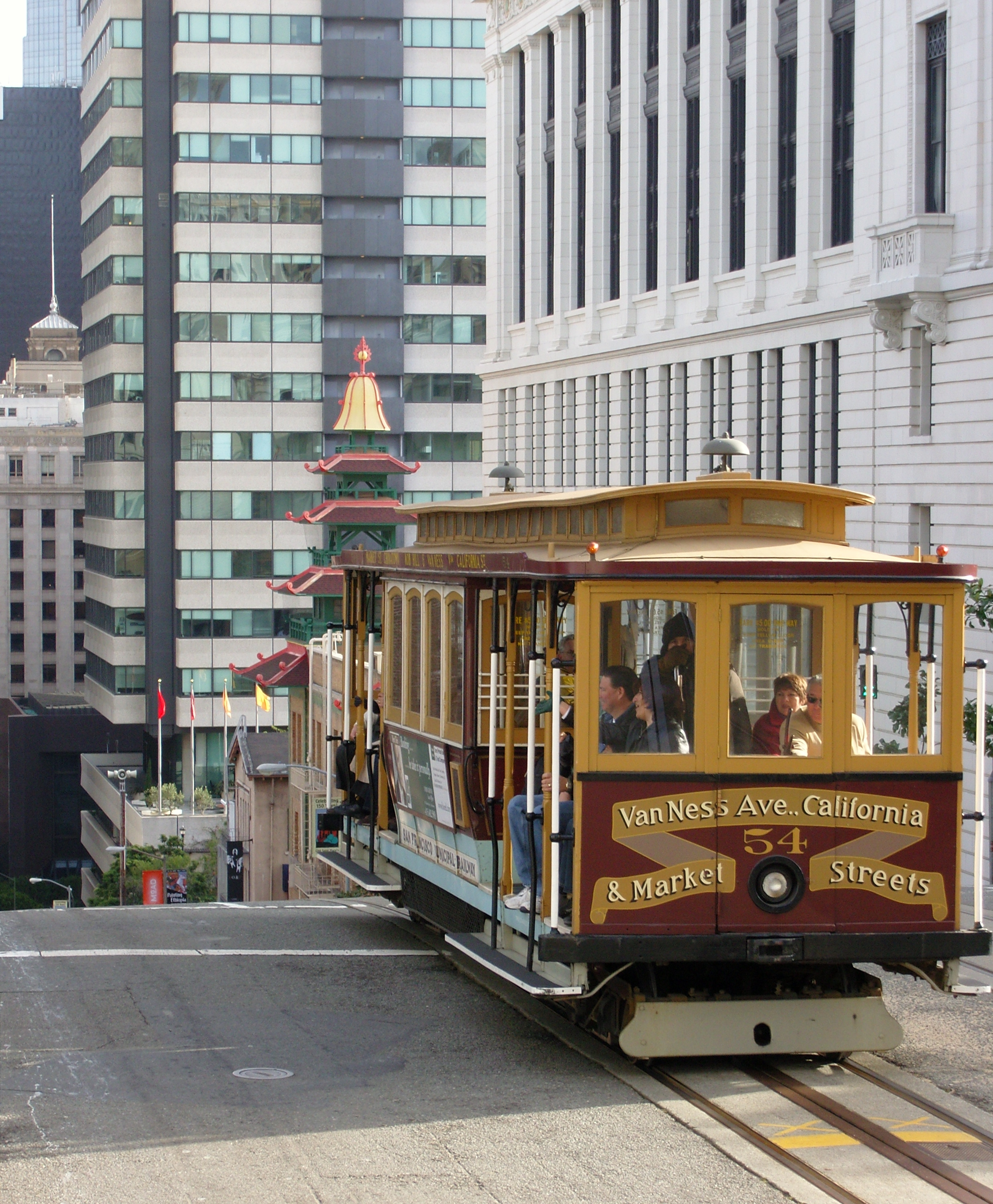
Dwukierunkowy wagon nr boczny 54 na skrzyżowaniu ulic California Street ze Stockton Street w dzielnicy Chinatown.
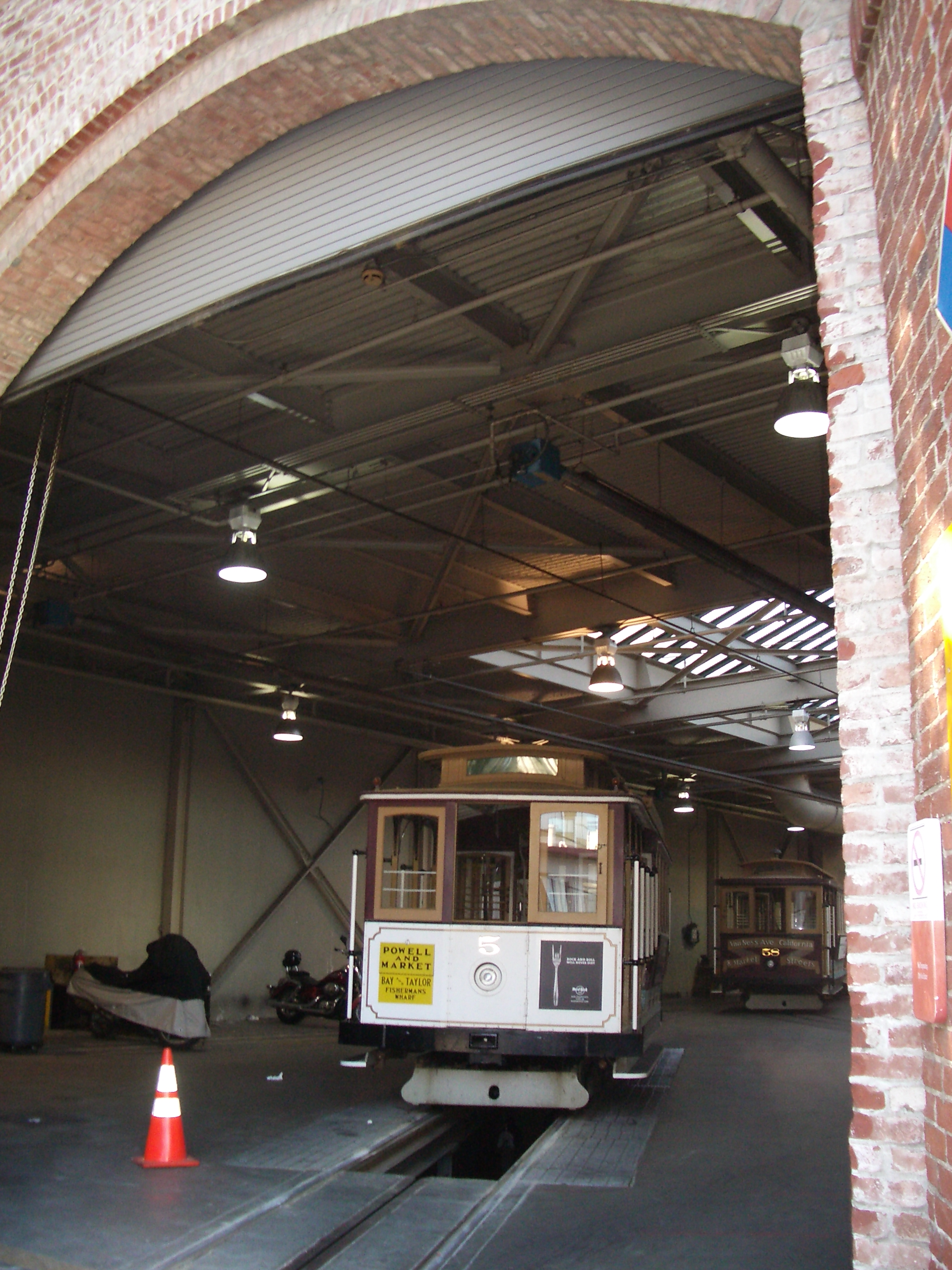
Zajezdnia tramwajów linowych w San Francisco - marzec 2008
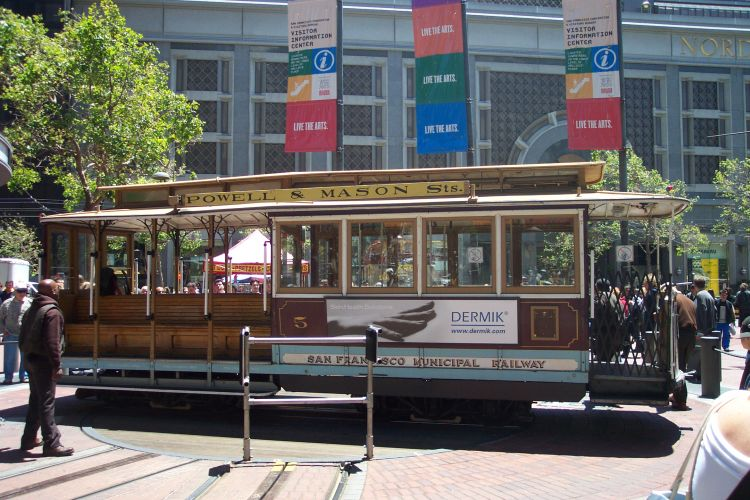
Tramwaj linowy podczas obracania na obrotnicy znajdującej się u zbiegu ulic Powell Street i Market Street w centrum San Francisco - listopad 2005